# Eight Miles High
Eight Miles High — пісня The Byrds, випущена 1966 року. Вийшла в альбомі Fifth Dimension, а також як сингл.
Ця пісня потрапила до списку 500 найкращих пісень усіх часів за версією журналу Rolling Stone. Вважається, що пісня мала значний вплив на формування психоделічного року.